# David Martínez (labdarúgó, 1998)
Héctor David Martínez (Buenos Aires, 1998. január 21. –) argentin korosztályos válogatott és paraguayi válogatott labdarúgó, az amerikai Inter Miami hátvéde kölcsönben a River Plate csapatától.

## Pályafutása

### Klubcsapatokban
Martínez az argentin fővárosban, Buenos Airesben született. Az ifjúsági pályafutását a River Plate csapatában kezdte.
2017-ben mutatkozott be a River Plate felnőtt keretében. A 2019–20-as szezonban kölcsönben a Defensa y Justiciánál játszott. 2020 nyarán a Defensa y Justiciához szerződött, majd 2021 és 2022 között kölcsönjátékosként visszatért a River Plate csapatához. 2023. január 1-jén a River Platehez igazolt. 2024. július 25-én egyéves kölcsönszerződést kötött az észak-amerikai első osztályban szereplő Inter Miami együttesével. Először a 2024. július 28-ai, Puebla ellen idegenben 2–0-ra megnyert mérkőzésen lépett pályára.

### A válogatottban
Martínez az U17-es korosztályú válogatottban képviselte Argentínát.
Anyja révén meghívást kapott a paraguayi válogatottba. Először a 2021. június 15-ei, Bolívia ellen 3–1-re megnyert mérkőzés 74. percében, Santiago Arzamendiát váltva debütált. Első gólját 2021. szeptember 9-én, Venezuela ellen 2–1-es győzelemmel zárult VB-selejtezőn szerezte meg.

## Statisztikák
2024. augusztus 9. szerint
| Klub                            | Szezon   | Osztály          | Bajnokság | Bajnokság | Kupa  | Kupa | Nemzetközi | Nemzetközi | Összesen | Összesen |
| Klub                            | Szezon   | Osztály          | Meccs     | Gól       | Meccs | Gól  | Meccs      | Gól        | Meccs    | Gól      |
| ------------------------------- | -------- | ---------------- | --------- | --------- | ----- | ---- | ---------- | ---------- | -------- | -------- |
| River Plate                     | 2018–19  | Liga Profesional | 1         | 0         | 0     | 0    | 0          | 0          | 1        | 0        |
| River Plate                     | 2019–20  | Liga Profesional | 0         | 0         | 3     | 0    | 0          | 0          | 3        | 0        |
| River Plate                     | 2021     | Liga Profesional | 17        | 0         | 11    | 0    | 9          | 1          | 37       | 1        |
| River Plate                     | 2022     | Liga Profesional | 11        | 0         | 10    | 0    | 7          | 1          | 28       | 1        |
| River Plate                     | 2023     | Liga Profesional | 1         | 0         | 2     | 0    | 0          | 0          | 3        | 0        |
| River Plate                     | 2024     | Liga Profesional | 1         | 0         | 3     | 0    | 0          | 0          | 4        | 0        |
| Defensa y Justicia (kölcsönben) | 2019–20  | Liga Profesional | 20        | 2         | 6     | 0    | 14         | 0          | 40       | 2        |
| Inter Miami (kölcsönben)        | 2024     | MLS              | 0         | 0         | 0     | 0    | 3          | 0          | 3        | 0        |
| Összesen                        | Összesen | Összesen         | 51        | 2         | 35    | 0    | 33         | 2          | 119      | 4        |

### A válogatottban
| Válogatott | Év       | Pályára lépés | Gól |
| ---------- | -------- | ------------- | --- |
| Paraguay   | 2021     | 9             | 1   |
| Paraguay   | 2022     | 2             | 0   |
| Összesen   | Összesen | 11            | 1   |

#### Góljai a válogatottban
| # | Időpont             | Helyszín                                         | Ellenfél  | Gólok | Eredmény | Kiírás               |
| - | ------------------- | ------------------------------------------------ | --------- | ----- | -------- | -------------------- |
| 1 | 2021. szeptember 9. | Estadio Defensores del Chaco, Asunción, Paraguay | Venezuela | 1–0   | 2–1      | 2022-es VB-selejtező |

## Sikerei, díjai
River Plate
- Liga Profesional
  - Bajnok (2): 2021, 2023
  - Ezüstérmes (1): 2019–20

- Kupa
  - Győztes (1): 2018–19

- Argentin bajnokok-kupája
  - Győztes (2): 2021, 2023

- Szuperkupa
  - Győztes (2): 2019, 2023